# Motorola 680x0
Motorola 680x0/0x0/m68k/68k/68K é uma família de microprocessadores CISC
32-bit utilizados em uma ampla gama de dispositivos, concorrendo principalmente com a família x86 da Intel.

## Membros da família 680x0

### Primeira geração
- Motorola 68000 chip híbrido 16/32 bit (barramento 16-bit)
- Motorola 68EC000
- Motorola 68HC000
- Motorola 68008 chip híbrido 8/16/32 bit (barramento 8-bit)
- Motorola 68010
- Motorola 68012

### Segunda geração (totalmente 32-bit)
- Motorola 68020
- Motorola 68EC020
- Motorola 68030
- Motorola 68EC030

### Terceira geração (totalmente 32-bit)
- Motorola 68040
- Motorola 68EC040
- Motorola 68LC040

### Quarta geração (totalmente 32-bit)
- Motorola 68060

### Outros
- Motorola CPU32 (também conhecido como Motorola 68330)
- Motorola 68360 (também conhecido como QUICC)
- Motorola ColdFire
- Motorola DragonBall

### Tabela com Características Gerais
| Modelo     | Lançamento | Socket | Barramento de Dados | Endereçamento | Velocidade (MHz) | Transistores | MMU   | FPU   | Equipamentos                                                                                           |
| ---------- | ---------- | ------ | ------------------- | ------------- | ---------------- | ------------ | ----- | ----- | --- |
| 68000      | 1979       | 64     | 16                  | 24            | 4 à 16           | 68.000       | Não   | Não   | Macintosh Compact, Commodore Amiga (vários), Atari ST (vários), SUN-1 Workstation, Mega-Drive, Neo-Geo |
| 68008      | 1982       | 48     | 8                   | 20            | 8 à 10           | -            | Não   | Não   | Sinclair QL                                                                                            |
| 68010      | 1982       | 64     | 16                  | 32            | 8 à 16           | -            | 68451 | Não   | SUN-2 Workstation                                                                                      |
| 68012      | 1982       | 84     | 16                  | 32            | 8 à 16           | -            | 68451 | Não   | - |
| 68020      | 1984       | 114    | 32                  | 32            | 8 à 33           | 190.000      | 68851 | 68881 | Macintosh (vários), Commodore Amiga 2500, SUN-3 Workstation                                            |
| 68030      | 1987       | 132    | 32                  | 32            | 16 à 50          | 273.000      | Sim   | 68882 | Macintosh (vários), Commodore Amiga 3000, Atari TT, Atari Falcon, NeXT Computer                        |
| 68040      | 1990       | 179    | 32                  | 32            | 25 à 40          | 1.200.000    | Sim   | Sim   | Macintosh Quadra, Commodore Amiga 4000, NeXT Cube                                                      |
| 68060      | 1994       | 206    | 32                  | 32            | 50 à 75          | 2.500.000    | Sim   | Sim   | Commodore Amiga 4000T                                                                                  |
| ColdFire   | 1994       | -      | 32                  | 32            | 25 à 300         | -            | Sim   | Sim   | - |
| DragonBall | 1995       | -      | 32                  | 24            | 33 à 66          | -            | Não   | Não   | PalmPilot (vários)                                                                                     |

Os modelos com números "pares" (68000, 68020, 68040 e 68060) indicam novas versões, e os modelos com números "ímpares" (68010 e 68030) indicam ajustes e correções dos modelos anteriores. Não houve um modelo "68050".

## Principais usos
A família 680x0 de processadores foi usada em uma gama de sistemas, desde a calculadora TI-89 da Texas Instruments até sistemas de controles do Ônibus Espacial. No entanto, ela se tornou conhecida como uma linha de processadores para computadores pessoais como o Apple Macintosh, o Commodore Amiga, o Atari ST entre outros.
Esses sistemas ou saíram de linha (caso do Atari ST) ou passaram a usar outras famílias de processadores (caso dos Amiga e dos Macintoshes), não sendo mais desenvolvidos pelos seus fabricantes originais. Apesar disso, alguns sistemas operacionais como Debian, NetBSD e OpenBSD ainda são compatíveis com os processadores 680x0.
Além dos computadores pessoais, os 680x0 foram muito utilizados em videogames como Sega Mega Drive e SNK Neo-Geo como unidade central de processamento (CPU). Outros os utilizaram como processadores auxiliares, caso do Sega Saturn onde realizam funções de áudio e entrada/saída.

## Variações
Após a família principal cair em desuso como microprocessadores, passou a ser utilizada como microcontroladores ou sistemas embarcados. Entre eles estão CPU32 (também conhecido como Motorola 68330), ColdFire e DragonBall.

## Concorrentes
Os principais concorrentes no mercado de computadores pessoais para a primeira geração foram os processadores Intel IA-16 de arquitetura x86 como os 8086/8088 e 80286. Para a segunda geração 680x0 os Intel 80386 e para a quarta geração 680x0 os Intel 80486. A quarta geração chegou a disputar mercado com os processadores Pentium, mas já naquela época o mercado passava a migrar para a arquitetura PowerPC, sinalizando o fim dos 680x0 como CPUs.